# سرورا د پیسوئرگا
سرورا د پیسوئرگا (به اسپانیایی: Cervera de Pisuerga) یک شهرستان در اسپانیا است که در استان پالنسیا واقع شده‌است.

## خصوصیات
سرورا د پیسوئرگا ۳۲۳ کیلومترمربع مساحت و ۲٬۶۷۹ نفر جمعیت دارد.